# Wielki szort. Mechanizm maszyny zagłady
Wielki szort. Mechanizm maszyny zagłady (ang. The Big Short: Inside the Doomsday Machine) – książka non-fiction autorstwa Michaela Lewisa z 2010 r. o kryzysie na amerykańskiej giełdzie papierów wartościowych w 2008 roku. W książce Lewis przybliża kulisy narastania bańki mieszkaniowej w Stanach Zjednoczonych w latach 2000., bezpośredniej przyczyny kryzysu.
Książka 28 tygodni utrzymała się na liście bestsellerów New York Timesa i była podstawą do filmu Big Short z 2015 roku.